# Лов на Бесија
Лов на Бесија је традиционална манифестација која се одржава сваке године у августу у Белој Цркви. Главна атракција је излов сома капиталца Бесија из Главног језера код Беле Цркве. Први пут манифестација је одржана 1988. године.
У дубинама белоцркванских језера постоје примерци изузетно крупне рибе. Сом-капиталац Беси је више пута виђен на језеру, тежак је више од 100 килограма и дужи је од два и по метра.
За време манифестације на Главном језеру, окупи се стотинак аласа и риболоваца у нади да ће упецати сома Бесија. Међутим, Беси сваки пут поцепа рибарске мреже и успе да се сакрије у муљу на дну језера. Ову манифестацију прати око 5.000 посетилаца, који поред културно-уметничког програма уживају и у кулинарском такмичењу у припремању рибље чорбе. У част поштовања према језерском сому-капиталцу, Бесију је дато почасно место маскоте града.